# Souk Saïda El Manoubia

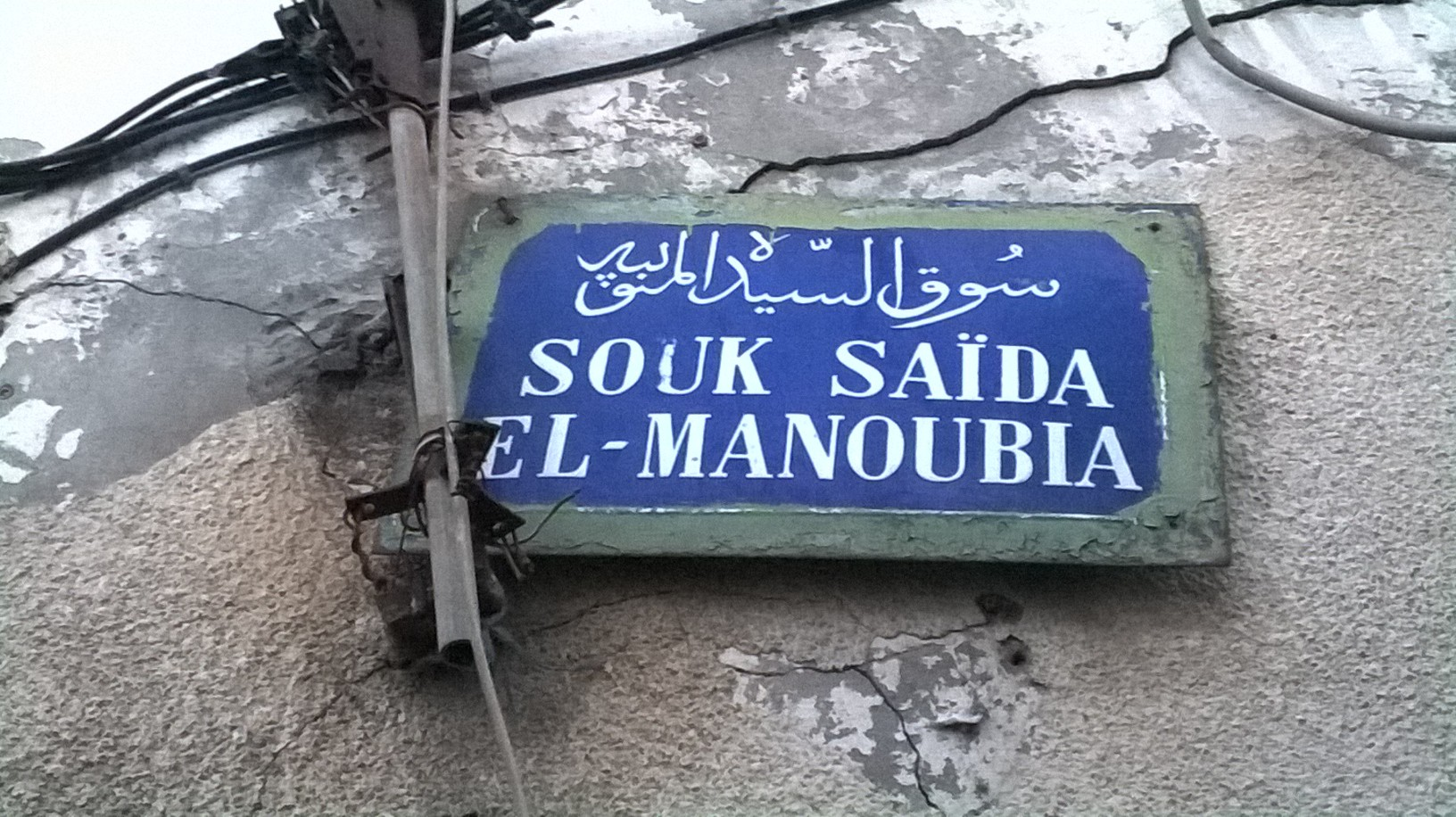
Plaque métallique indiquant le souk Saïda El Manoubia.

Le souk Saïda El Manoubia (arabe : سوق السيدة المنوبية) est l'un des souks de Tunis.

## Étymologie

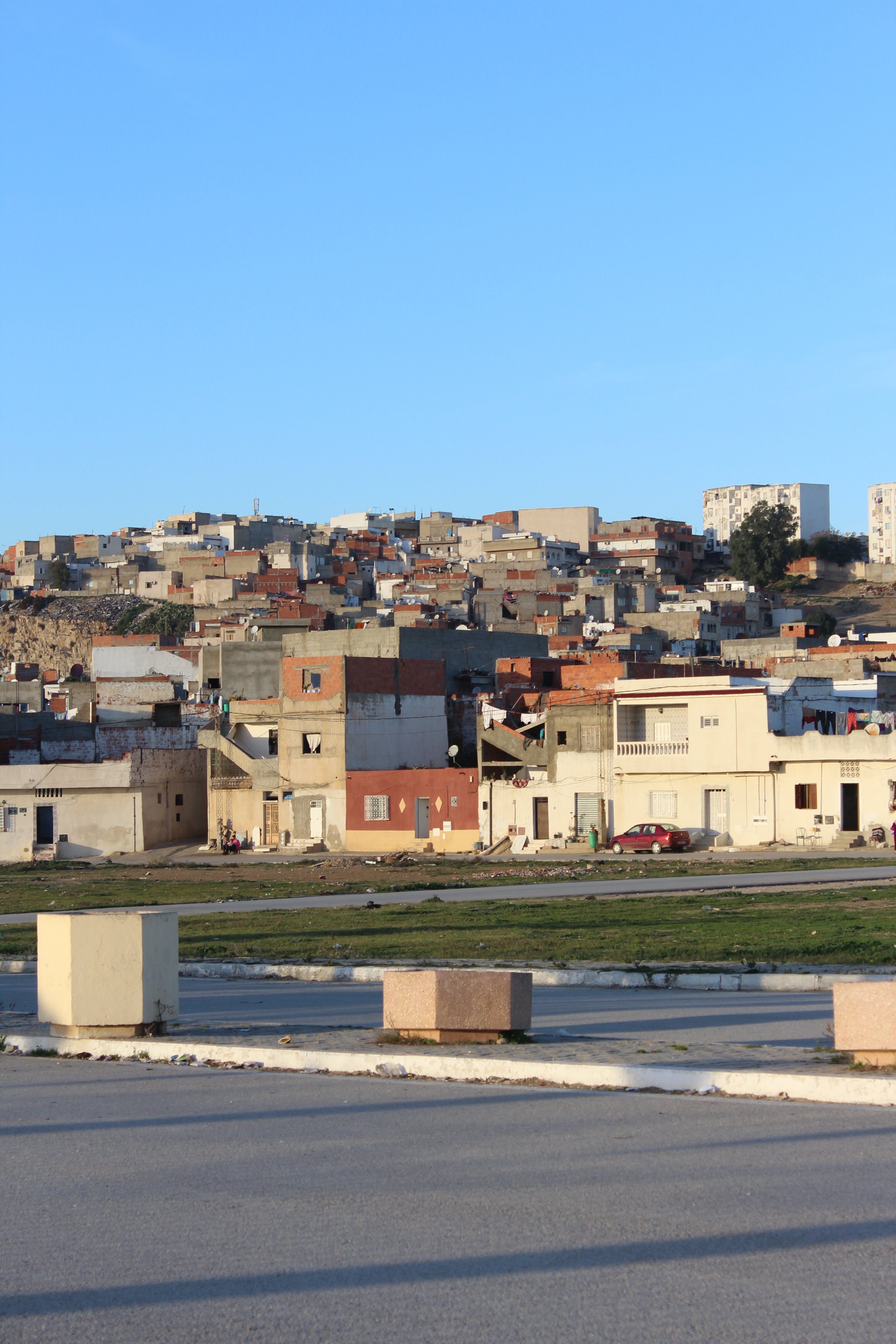
Vue du quartier Saïda El Manoubia.

Il tire son nom de la sainte tunisienne Saïda Manoubia qui est une élève d'Abou Hassan al-Chadhili.

## Localisation
Il est situé dans le faubourg sud de la médina de Tunis, près de Bab El Gorjani. Il est perpendiculaire au souk El Marr et au souk El Silah, presque parallèle au souk El Asr et non loin d'un quartier figurant parmi les plus pauvres de Tunis, Saïda Manoubia.

## Historique
Peu d'informations sont disponibles sur celui-ci, certains disent que la sainte le fréquentait, ce qui explique la dénomination de toute cette zone.

## Monuments
On y trouve un hammam ancien à l'intersection avec le souk El Marr, alors que la mosquée Al Haliq, construite au XIVe siècle, se trouve non loin de là.

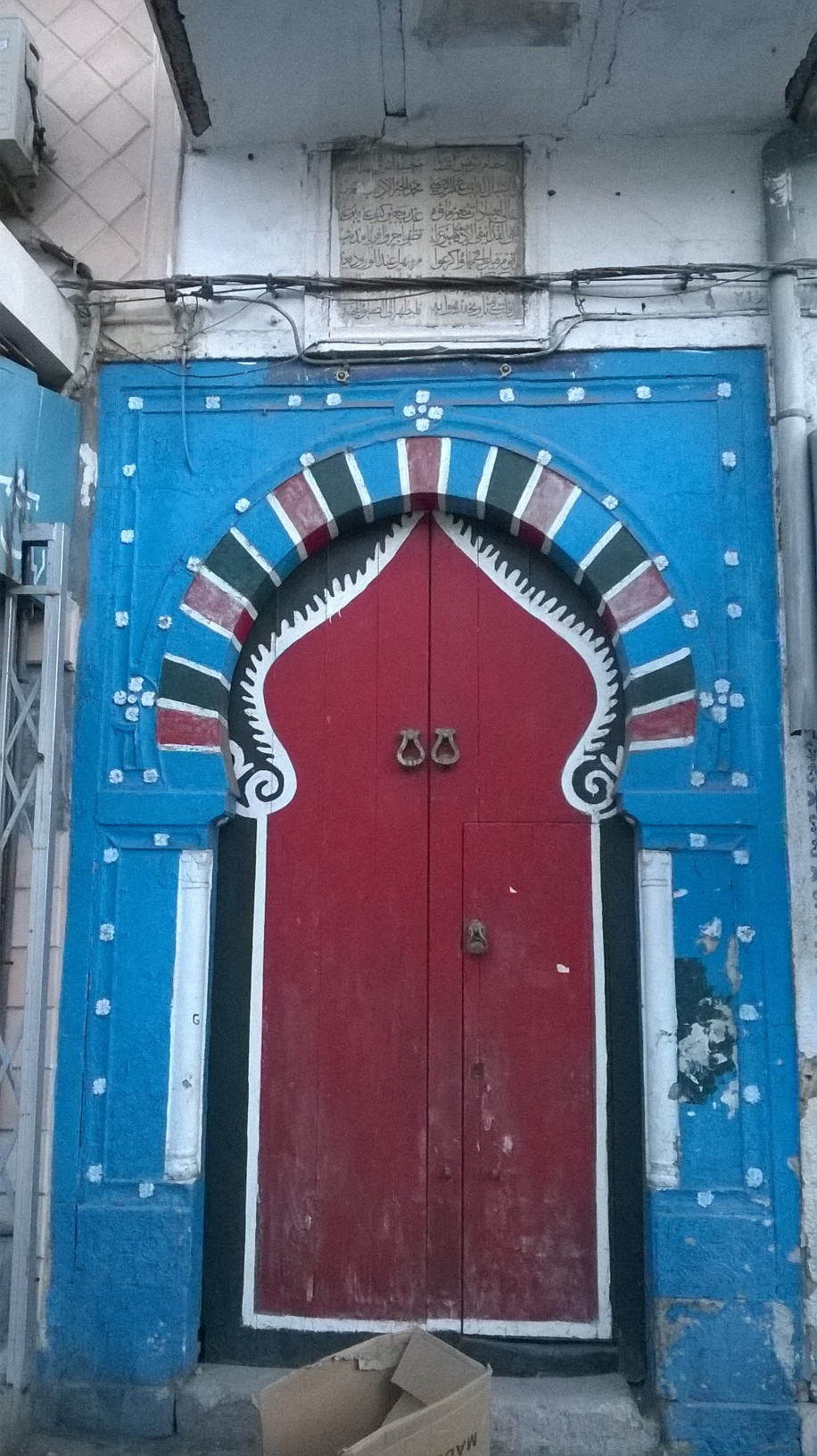
Hammam El Marr : porte d'entrée.
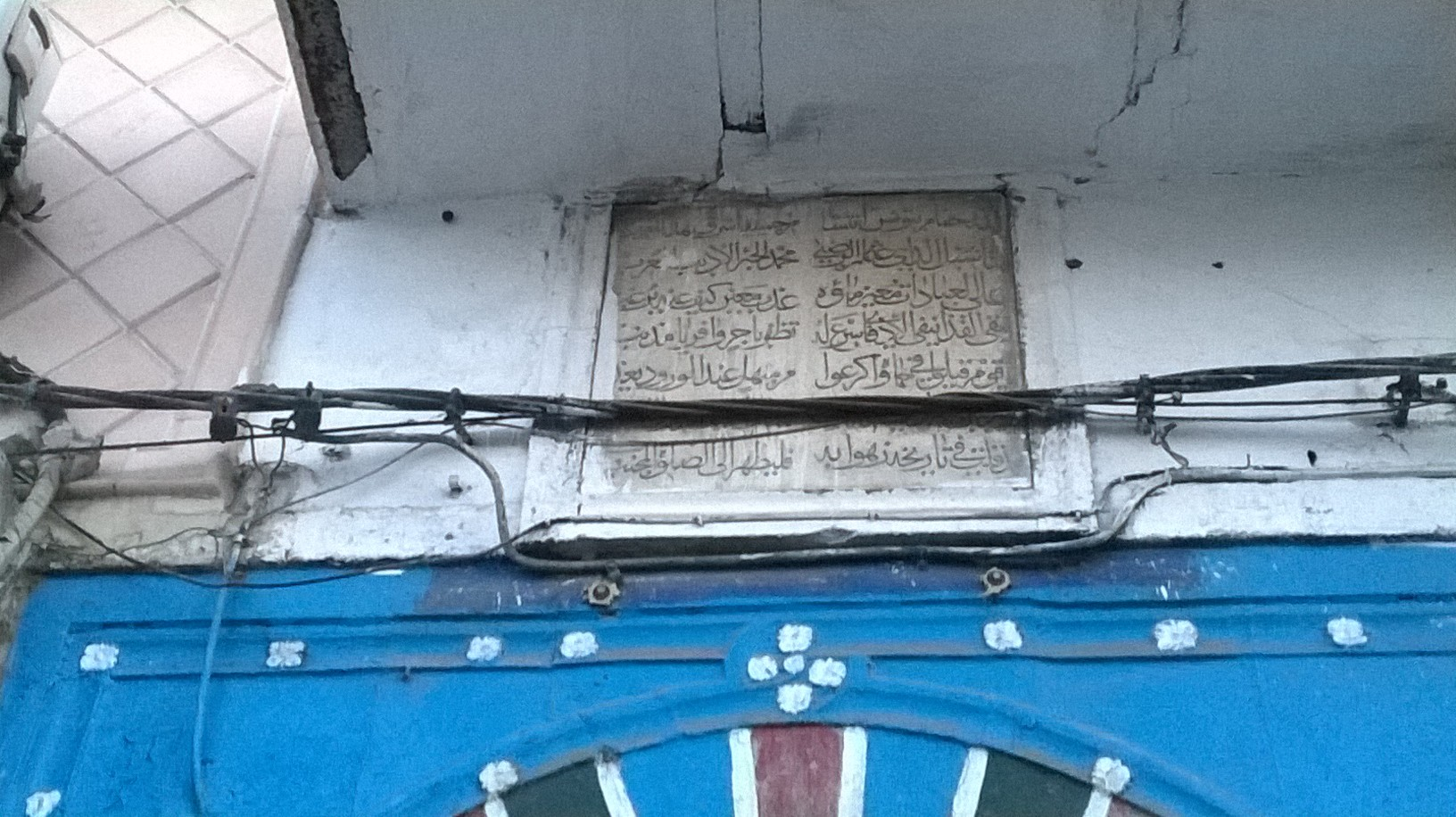
Hammam El Marr : plaque historique.
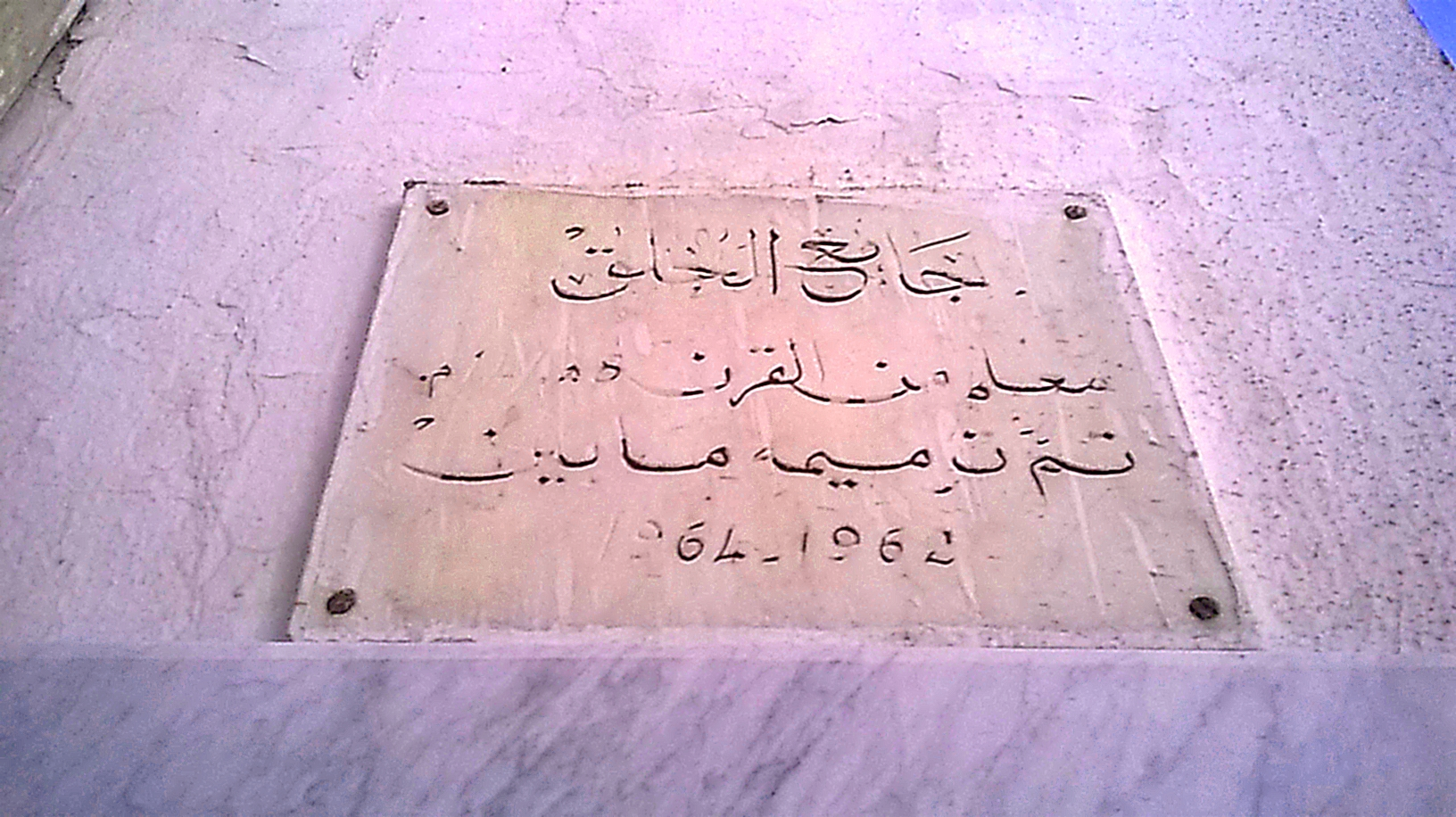
Plaque commémorative de la mosquée Al Haliq.
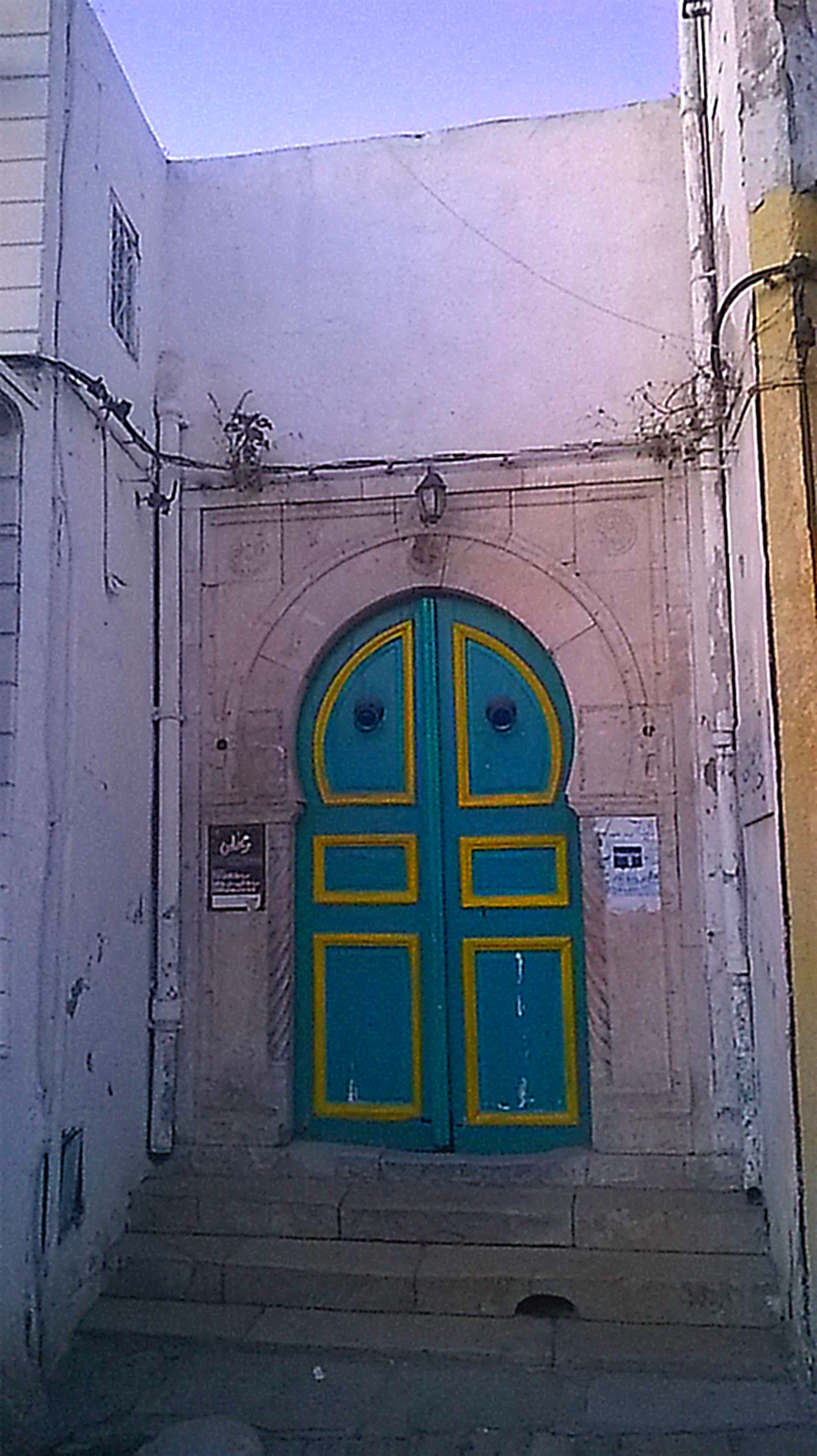
Porte de la mosquée Al Haliq.
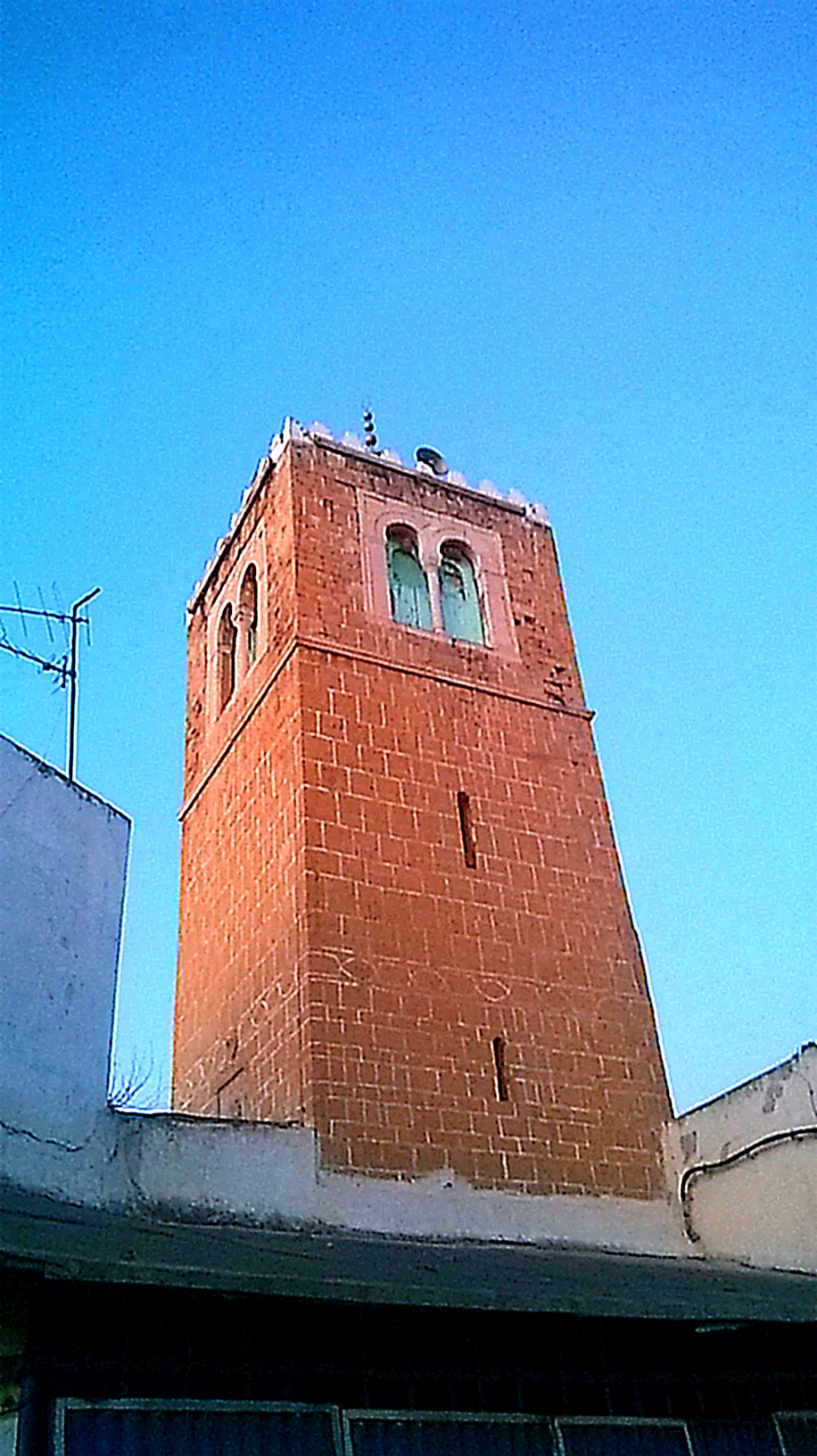
Minaret de la mosquée Al Haliq.